# 石全彬
石全彬（995年—1070年）。表字长卿。真定府（治今河北省正定县）人，北宋宦官，石知顒孙。
石全彬开始为小黄门，官至西头供奉官。西夏攻打延州，他监鄜州兵救延州，解围而去。他勇敢多计谋，善于带兵，得知边关情况。担任并州、代州都监，加内侍押班。转任鄜延鈐辖。侬智高攻打广南广源，石全彬担任湖南路、江西路安抚副使，从狄青率左翼兵，在邕州（治今广西南宁）力战。张贵妃居住在宁华殿阁，宋仁宗命他提举宁华殿阁。张贵妃死后，治丧超越制度，都是刘沆、王洙和石全彬所为。进官宫苑使、利州观察使，给两使留后俸禄。随即为入内副都知。领绵州防御使，转领信武军留后，为永昭陵鈐辖。官至福延宫使，提点奉先院。熙宁三年卒，终年七十六岁，赠太尉、定武军节度使，谥恭僖。